# 19. travnja
19. travnja (19. 4.) 109. je dan godine po gregorijanskom kalendaru (110. u prijestupnoj godini).
Do kraja godine ima još 256 dana.

## Događaji
- 1273. – U Zagrebu je održan prvi poznati sabor, sa sačuvanim zapisnikom i zaključcima. Tada je utvrđen i naziv sabora: Opći sabor čitave kraljevine Slavonije (Congregatio Regni tocius Sclavonie generalis), a njegove se odluke nazivaju statuta et constitutiones (odredbe sa zakonskom snagom). Odluke Sabora svojim pečatom potkrepljivao je ban.
- 1713. – Car Karlo VI. donio Pragmatičku sankciju.
- 1775. – Bitkom kod Lexingtona i Concorda započeo je Američki rat za neovisnost.
- 1839. – Potpisivanjem Londonskog sporazuma službeno je priznata belgijska nezavisnost od Ujedinjenog Kraljevstva Nizozemske.
- 1848. – Josip Jelačić raskida službene odnose s ugarskom vladom
- 1898. – SAD-ov ultimatum Španjolskoj za napuštanje Kube.
- 1989. – Na brodu USS Iowa eksplodirala je oklopna kula, ubivši 47 mornara.
- 1995. – u Oklahoma City-ju ogromna eksplozija raznijela dobar dio zgrade saveznih ureda usmrtivši mnogo ljudi koji su bili unutra. Za napad je osuđen Timothy McVeigh, veteran Zaljevskog rata
- 2005. – Njemački kardinal Joseph Ratzinger izabran za novog papu. Uzeo je ime Benedikt XVI.
- 2021. – Poletio helikopter Ingenuity, uspostavljajući prvi let na drugoj planeti u povijesti.
- 2021. – Miguel Díaz-Canel stupio je na dužnost predsjednika Kube, nakon 59 godina obitelji Castro na tom položaju.

| - 1793. – Ferdinand I. Austrijski, austrijski car i ugarsko-hrvatski kralj († 1875.) - 1841. – Bono Dobroslav Nedić, hrvatski književnik iz BiH († 1903.) - 1847. – Ferdinand Fellner, austrijski arhitekt († 1916.) - 1850. – Louis Theodor Richard von Schubert, njemački generali i vojni zapovjednik († 1933.) - 1862. – Janko Ibler, hrvatski publicist i književni kritičar († 1926.) - 1912. – Glenn Theodore Seaborg, američki kemičar i nobelovac († 1999.) - 1920. – Lelja Dobronić, hrvatska povjesničarka († 2006.) - 1925. – Iwao Takamoto, japansko-američki animator, TV producent i filmski redatelj († 2007.) - 1933. – Anđela Potočnik, hrvatska folklorna umjetnica († 2013.) - 1957. – Mukesh Ambani, indijski poduzetnik - 1987. – Marija Šarapova, ruska tenisačica - 1979. – Kate Hudson, američka glumica - 1989. – Marko Arnautović, austrijski nogometaš - 2005. – Kobbie Mainoo, engleski nogometaš | - 1054. – Lav IX., papa (* 1002.) - 1560. – Philipp Melanchthon, njemački reformator, teolog i filozof (* 1497.) - 1768. – Canaletto, talijanski slikar (* 1697.) - 1824. – George Gordon Byron, engleski književnik (* 1788.) - 1881. – Benjamin Disraeli, britanski političar (* 1804.) - 1882. – Charles Darwin, britanski znanstvenik (* 1809.) - 1967. – Konrad Adenauer, njemački političar i državnik (* 1876.) - 2016. – Doris Roberts, američka glumica (* 1925.) |